# Denis Ajrapetjan
Denis Ėduardovič Ajrapetjan (in russo Денис Эдуардович Айрапетян?; Penza, 17 gennaio 1997) è un pattinatore di short track russo.

## Biografia
Ai campionati europei di short track di Torino 2017 ha vinto la medaglia d'argento nella staffetta 5 000 metri, in squadra con Semën Elistratov, Aleksandr Šul'ginov e Viktor An.
Ai campionati europei di short track di Dresda 2018 ha vinto la sua seconda medaglia d'argento, di nuovo nella staffetta 5 000 metri, e sempre con i connazionali Semën Elistratov, Aleksandr Šul'ginov e Viktor An.

## Palmarès
- Campionati europei

Torino 2017: argento nella staffetta 5000 m.
Dresda 2018: argento nella staffetta 5000 m.
Dordrecht 2019: bronzo nei 1000 m; bronzo nella staffetta 5000 m.
Debrecen 2020: oro nella staffetta 5000 m.
- Festival olimpico della gioventù europea

Brașov 2013: oro nei 500 m; bronzo nei 1000 m.